# RVNS Trần Khánh Dư (HQ-4)
Khu trục hạm Trần Khánh Dư (HQ-04) vốn là tàu chiến cũ được Hoa Kỳ viện trợ cho Việt Nam Cộng Hòa sử dụng, thuộc biên chế của Hải quân Việt Nam Cộng Hòa và được xem là chiến hạm lớn nhất của lực lượng này. Sau khi chính quyền Việt Nam Cộng Hòa sụp đổ năm 1975, tàu được Hải quân nhân dân Việt Nam tiếp quản.

## Lịch sử
Được chế tạo tại nhà máy Consolidated Steel (Mỹ) từ ngày 31 tháng 08 năm 1943, con tàu chính thức hạ thủy ngày 13 tháng 11 năm 1943 và nhận tên hiệu USS Forster (DE-334). Ngày 25 tháng 01 năm 1944 nó chính thức được biên chế cho Hải quân Mỹ sử dụng, hoạt động chủ yếu ở vùng biển Atlantic và Địa Trung Hải. Sau chiến tranh, nó tiếp tục phục vụ trong Hải quân Mỹ thêm một thời gian nữa trước khi chuyển giao cho Lực lượng Tuần duyên bờ biển Mỹ ngày 20 tháng 06 năm 1951. Tuy nhiên, chỉ một thời gian ngắn sau, ngày 25 tháng 05 năm 1954 nó quay trở lại phục vụ cho Hải quân Mỹ ở vùng biển Bắc Thái Bình Dương. Tháng 09 năm 1971, USS Forster bị loại biên chế và ngay sau đó là viện trợ cho Việt Nam Cộng Hòa sử dụng với phiên hiệu mới là Trần Khánh Dư (HQ-04). Trong hải chiến Hoàng Sa 1974, HQ-04 cũng có tham chiến nhưng chỉ được vài phút thì bị hư hỏng và buộc phải rút lui. Sau ngày 30 tháng 04 năm 1975, Hải quân Nhân dân Việt Nam thu giữ và tái sử dụng HQ-04 với phiên hiệu mới là HQ-03. Con tàu đã phục vụ tích cực suốt hàng chục năm tới giữa những năm 1990.

## Thông số kỹ thuật
Chiến hạm HQ-04 thuộc lớp tàu khu trục hộ tống Edsall (khu trục hộ tống là phân loại tàu chiến Mỹ chuyên dùng cho nhiệm vụ hộ tống đoàn tàu vận tải) được chế tạo chuyên cho vai trò chống ngầm. Nó có lượng giãn nước toàn tải 1.590 tấn (bé hơn nhiều so với phân loại khu trục hạm ngày nay), dài 93m, rộng 11,15m, mớn nước 3,18m. Tàu được trang bị 8 động cơ diesel cho tốc độ 21 hải lý/h, tầm hoạt động 16.900 km, thủy thủ đoàn lên tới 201 người.

## Trang bị
Hỏa lực pháo mạnh nhất của khu trục hạm HQ-04 là ba bệ pháo Mk 2 76mm đạt tốc độ bắn 50 phát/phút, tầm bắn 13,4 km. Pháo thời này chủ yếu được vận hành thủ công. Để bắn pháo cần tới kíp 7 người. Ngoài pháo 76mm, khu trục hạm HQ-03 còn có hai bệ pháo phòng không 40mm nòng kép với tầm bắn khoảng 7 km. 8 bệ pháo phòng không 20mm với tầm bắn hiệu quả 1 km.
Khả năng tác chiến chống ngầm được đóng những năm 1940 được đánh giá là khá mạnh với ngư lôi, cối chống ngầm, bom chìm. Trong ảnh là hệ thống cối chống ngầm Hedgehog (bắn những viên đạn cối nặng 29 kg, tầm bắn hiệu quả 200-259m, trang bị đầu nổ 16 kg TNT) mà HQ-03 được trang bị.
Trên tàu còn có dàn phóng ngư lôi Mark 15 cỡ 530mm (3 ống) bắn đi những quả ngư lôi nặng đến 1,7 tấn, tầm bắn hiệu quả 5,5 km, tối đa 13,5 km, trang bị đầu nổ nặng 375 kg, dùng kiểu dẫn đường con quay hồi chuyển.